# Moramo

Moramo-Logo

Moramo (Wir müssen) (Serbisch kyrillisch: Морамо, romanisiert: Moramo) ist eine grüne politische Koalition in Serbien. Sie wurde ursprünglich im November 2021 gegründet, als die Gruppierungen Zajedno za Srbiju, Ne davimo Beograd und Ekološki Ustanak eine Vereinbarung zur Teilnahme an den bevorstehenden Parlamentswahlen unter einer gemeinsamen Liste unterzeichneten. Sie wurde im Januar 2022 zu einer Koalition erweitert und kam bei den serbischen Parlamentswahlen im gleichen Jahr auf 4,8 % und 13 Mandate.

## Formierung
Der Vorsitzende der Zajedno za Srbiju (ZZS), Nebojša Zelenović, kündigte im Juni 2021 die Formierung von „Aktion“ an, einer Fraktion, bestehend aus 28 Umweltbürgergruppen, die das „Grüne Abkommen Serbiens“ unterstützen. Später, während der Umweltproteste im November, haben der Vorsitzende der Ne davimo Beograd (NDB), Dobrica Veselinović, Zelenović und Aleksandar Jovanović Ćuta die Bildung einer gemeinsamen Liste für die bevorstehenden Parlamentswahl und die Wahl zur Belgrader Stadtversammlung angekündigt. Die Medien nannten die Koalition „Grün-Links-Block“ (serbisch Kyrillisch: Зелено-леви блок, romanisiert: Zeleno-levi blok). Die Formation wurde am 19. Januar abgeschlossen, als der Öffentlichkeit bekannt gegeben wurde, dass die Koalition offiziell gebildet wurde. Während der Präsentation wurde angekündigt, dass Zelenović nicht die parlamentarische Liste anführen werde und Veselinović die Liste der Belgrader Stadtverordnetenversammlung anführen werde, während Ćuta als Erster auf der Parlamentsliste vereinbart wurde. Sie haben auch ihre Unterstützung für den gemeinsamen Oppositionskandidaten für die Präsidentschaftswahl erklärt. Zelenović erklärte, dass die wichtigsten Organisationen, die Teil der Koalition Moramo sind, die Mitgliedschaft in den europäischen Grünen beantragt haben und nannte die spanische Podemos als Vorbild.

## Mitglieder
Neben Zajedno za Srbiju (ZZS), Ne davimo Beograd (NDB) und Ekološki Ustanak (EU) sind auch einige kleinere politische Bewegungen und Initiativen Teil dieses Bündnisses, wie die municipalistische Lokalfront, die linke Solidaritätsplattform sowie das Forum des Roma-Volks Serbiens.
| Mitglieder | Mitglieder        | Abkürzung | Vorsitzender              | Ideologie                    | Position    | Narodna Skupština | Parlament der Vojvodina | Belgrader Stadtversammlung |
| ---------- | ----------------- | --------- | ------------------------- | ---------------------------- | ----------- | ----------------- | ----------------------- | -------------------------- |
|            | Zajedno za Srbiju | ZZS       | Nebojša Zelenović         | Grüne Politik Pro-Europäisch | Mitte-links | 8 / 250           | 0 / 120                 | 7 / 110                    |
|            | Ne davimo Beograd | NDB       | Dobrica Veselinović       | Grüne Politik                | Links       | 5 / 250           | 0 / 120                 | 5 / 110                    |
|            | Ekološki Ustanak  | EU        | Aleksandar Jovanović Ćuta | Grüne Politik                |             | 0 / 250           | 0 / 120                 | 1 / 110                    |

## Wahlen

### Parlamentswahlen
| Jahr | Kandidat          | Stimmen | Prozente | Sitze    | Unterschied |
| ---- | ----------------- | ------- | -------- | -------- | ----------- |
| 2022 | Nebojša Zelenović | 178,733 | 4,84 %   | 13 / 250 | ▲ 13        |

### Präsidentschaftswahlen
| Jahr | Kandidat          | # | 1. Runde | Prozente | # | 2. Runde | Prozente |
| ---- | ----------------- | - | -------- | -------- | - | -------- | -------- |
| 2022 | Biljana Stojković |   | 122,378  | 3,30 %   |   | -        | -        |

### Belgrader Stadtversammlungswahl
| Jahr | Kandidat            | Stimmen | Prozente | Sitze    | Unterschied |
| ---- | ------------------- | ------- | -------- | -------- | ----------- |
| 2022 | Dobrica Veselinović | 99,078  | 11,04%   | 13 / 110 | ▲ 13        |